# 라스슈아섬
라스슈아섬(러시아어: о.Расшуа/о.Расшя, 일본어: 羅処和島 라쇼와토/라슈와토/라스쓰아토[*])은 쿠릴 열도 중부에 위치하는 화산섬이다. 일본이 지배했을 시기에는 홋카이도 시무시루군에 속했다. 현재는 러시아의 사할린주에 속해 있다.
남서쪽으로는 스레드네고섬이 위치해 있다.